# Hitlerovy deníky

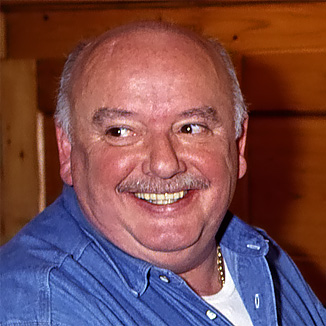
Konrad Kujau (1992)

Takzvané Hitlerovy deníky byl soubor 60 rukopisných diářů, které jejich padělatel Konrad Kujau vydával za osobní deníky Adolfa Hitlera. Po dlouhých jednáních je roku 1983 prodal německému týdeníku Stern za 9,3 milionu DM. Když se ukázalo, že jde o podvrhy, vznikl skandál, který poškodil důvěryhodnost časopisu i několika odborníků, kteří se také domnívali, že jde o pravé dokumenty.

## Příběh
Padělatel Konrád Kujau (1938–2000) pocházel z Löbau a od dětství byl nadšeným přívržencem A. Hitlera a členem Hitlerjugend. Po válce se živil v různých zaměstnáních, až roku 1957 byl odsouzen za drobnou krádež. Utekl do západoněmeckého Stuttgartu, kde si zřídil bar a stýkal se s městskou galerkou. Časem si všiml, že by zde mohl výhodně prodávat upomínkové předměty na nacismus a válku, které levně kupoval v tehdejší NDR. Vytvořil si smyšlenou identitu a k těmto předmětům začal vyrábět drobné „doklady“, které je činily zajímavějšími: podpis slavného generála na helmě nebo dýce, útržek dopisu nebo obrázky, které údajně maloval Hitler.
Časem pronikl mezi zámožné sběratele, které dovedl přesvědčit. Domnělé deníky měly pocházet z havárie letadla, které 20. dubna 1945 odváželo z Berlína do Berchtesgadenu deset beden tajných dokumentů a havarovalo v Krušných horách. Podle pamětí Hitlerova osobního pilota, generála Hanse Baura, když se to Hitler dozvěděl, řekl mu, že mezi nimi byly nesmírně důležité doklady, které jednou prokážou, že měl pravdu. S touto historkou Kujau přesvědčil nejen sběratele, ale i redaktory Sternu, kteří chtěli „nález“ za každou cenu utajit až do senzační publikace. Jeden z nich se stal Kujauovým komplicem a zároveň zpronevěřil velkou část „kupní ceny“, která měla připadnout padělateli.
Do jednání bylo zasvěceno jen několik vedoucích redaktorů a ředitelů, kteří zároveň sjednávali smlouvy s dalšími časopisy, které o „objev“ projevily zájem – mezi nimi například The Sunday Times nebo Newsweek. Redaktoři požádali o posudek několik historiků, mezi nimi i Hugh Trevor-Ropera, jenže jim pokaždé ukázali jen pár listů a zanedbali chemické ověření. Teprve těsně před zveřejněním se k „Deníkům“ vyjádřili další odborníci, včetně policejních, kteří okamžitě narazili na řadu nesrovnalostí.
Kujau totiž pracoval velmi primitivními prostředky. Hitlerovo písmo napodoboval jen velmi přibližně, psal inkoustem z 80. let, papír poléval čajem, aby vypadal jako starý, a ve vazbě deníků se našly umělé hmoty. Obsah Kujau z velké části kopíroval ze čtyřdílné sbírky Hitlerových řečí a prohlášení, kterou vydal německý historik Max Domarus, a doplňoval je trivialitami. V době, kdy už vyjednával se Sternem, dokázal udělat několik svazků za týden.
Redakce Sternu oznámila „nález“ na tiskové konferenci 24. dubna 1983, ale v té době už pochybnosti vyjádřil i spolkový kancléř Helmut Kohl. V následujících letech řada manažerů a redaktorů Sternu ztratila zaměstnání a Kujau i jeho komplic byli odsouzeni na 4,5 roku vězení. Soud měl nápadně komické rysy a roku 1991 byl příběh zfilmován pro britskou televizi pod názvem Selling Hitler.